# Carles García Solé
Carles García Solé (Sants, Barcelona, 1949) es un militante independentista español. Miembro de una familia obrera, el padre había sido militante de la CNT originario de Baza (provincia de Granada) y la madre de Gelida. Comenzó a trabajar a los 14 años en un horno y más tarde haciendo de transportista como su padre. Al mismo tiempo hacía excursionismo en el Club Esquí Puigmal, donde de manera clandestina, se organizaban clases de catalán y reuniones de carácter político, En una de ellas, en Pirineos Orientales en 1969, se reunió con gente destacada del Consejo Nacional Catalán (Josep Maria Batista i Roca, Pau Casals, etc), donde se le ofreció la posibilidad de pasar a formar parte de un posible ejército de liberación catalán. Se integró y participó en un curso organizado para conocer técnicas de guerrilla, artes marciales, lucha urbana, supervivencia en la montaña, explosivos, tiro con armas de fuego, etc. Al mismo tiempo, participó en los disturbios de protesta contra el Proceso de Burgos. 
A principios de 1970 comenzó la actividad armada en el grupo llamado Front d'Alliberament Català (FAC). Participó en una acción en Montjuïc durante la celebración de la inauguración del Salón del Automóvil en la que debía participar el entonces príncipe Juan Carlos. El 29 de mayo de 1972, fue detenido por la policía con Ramón Llorca y López, y el 26 de septiembre de 1972 fue condenado a 20 años de prisión. 
Ambos fueron trasladados a la cárcel de Segovia para cumplir la condena. Allí participó en cuatro huelgas de hambre, algunas para denunciar la situación de los presos políticos, para reclamar la amnistía y en contra de los estados de excepción en el País Vasco. El 6 de abril de 1976 participó con otros 28 prisioneros más en la fuga de Segovia, y fue uno de los cuatro que consiguió llegar a Francia, donde las autoridades lo confinaron en la isla de Yeu. Allí decidió integrarse en los comandos especiales de ETA (bereziak), participando en tareas de apoyo y otras acciones hasta que en 1979 regresó de manera legal a Cataluña. 
Ha militado en Esquerra Republicana de Catalunya. Su nombre volvió a salir a la luz cuando hizo de mediador en reuniones entre Josep Lluís Carod Rovira y Arnaldo Otegi en 2001 y con miembros de ETA en Perpiñán en septiembre de 2002.
El día 3 de julio de 2008, el diario digital e-noticias informó que había pedido darse de baja de ERC porque "siente vergüenza".